# Adam Swift
Adam Swift je anglický profesor na UCL (University College London), který se primárně věnuje politické filosofii a sociologii. Obecně se zaměřuje na širokou škálu témat, jakožto třeba komunitaristickou kritikou liberalismu, vztahem mezi veřejným míněním a politickou filozofií, spravedlností ve vzdělávání, morálností volby školy, etikou rodinných vztahů atd.

## Životopis
Vyrostl v severní částí Londýna, kde navštěvoval školu William Ellis. Ta byla v době jeho nástupu na tuto školu gymnáziem, avšak během jeho studia se z ní stala všeobecná škola. V roce 1980 nastoupil na Balliol College na Oxfordské univerzitě, kde studoval filozofii, politiku a ekonomii. Mezi roky 1983-1984 strávil v rámci stipendia rok ve Spojených státech amerických na Harvardově univerzitě. Poté se vrátil na Oxfordskou univerzitu, tentokrát na Nuffield College, na magisterské studium ze sociologie a na doktorské studium.
V roce 1988 se vrátil na Balliol College jako Tutorial Fellow, kde působil 25 let. Během té doby založil a vedl centrum pro studium sociální spravedlnosti v rámci oxfordské katedry politiky a mezinárodních vztahů. V roce 2013 přešel na katedru politiky a mezinárodních studií na univerzitě ve Warwicku jako profesor politické teorie a v roce 2018 přešel na stejnou pozici na UCL.

## Výzkum
Počáteční práce se týkaly komunitaristické kritice liberalismu a propojení politické teorie s empirickými sociálními vědami. Přivedlo ho to k projektu ohledně sociální mobility a přesvědčením lidí o sociální spravedlnosti z normativní perspektivy. Díky tomu začal přemýšlet o mechanismech, které vytvářejí mezigenerační přenos výhod a nevýhod v rodinách. Zabýval se konkrétně třeba i posíláním dětí do elitních soukromých škol a čtení pohádek před spaním, a jaký to má vliv na dítě. Byl členem interdisciplinárního týmu, jehož cílem bylo pomoci tvůrcům vzdělávací politiky přijímat lepší rozhodnutí.
Zabýval se také metodologickými otázkami politické teorie, včetně debat o ideální a neideální teorii a vztahu mezi filozofií, politikou a empirickými sociálními vědami.

## Knihy
- Political Philosophy: A Beginners’ Guide for Students and Politicians Polity, 2001, 2006, 2013, 4th edition 2019.
- How To Regulate Faith Schools (with Matthew Clayton, Andrew Mason and Ruth Wareham) Philosophy of Education Society of Great Britain/Wiley, 2018.
- Educational Goods: Values, Evidence, and Decision-Making (with Harry Brighouse, Helen F. Ladd and Susanna Loeb) Chicago University Press, 2018.
- Family Values: The Ethics of Parent-Child Relationships (with Harry Brighouse) Princeton University Press, 2014.
- How Not To Be A Hypocrite: School Choice for the Morally Perplexed Parent Routledge Falmer, 2003.
- Against the Odds? Social Class and Social Justice in Industrial Societies (with Gordon Marshall and Stephen Roberts) Oxford University Press, 1997.
- Liberals and Communitarians (with Stephen Mulhall) Blackwell, 1992, 2nd edition 1996.